# Aspidophoroides monopterygius
Aspidophoroides monopterygius är en fiskart som först beskrevs av Bloch, 1786.  Aspidophoroides monopterygius ingår i släktet Aspidophoroides och familjen pansarsimpor. Inga underarter finns listade.

## Bildgalleri

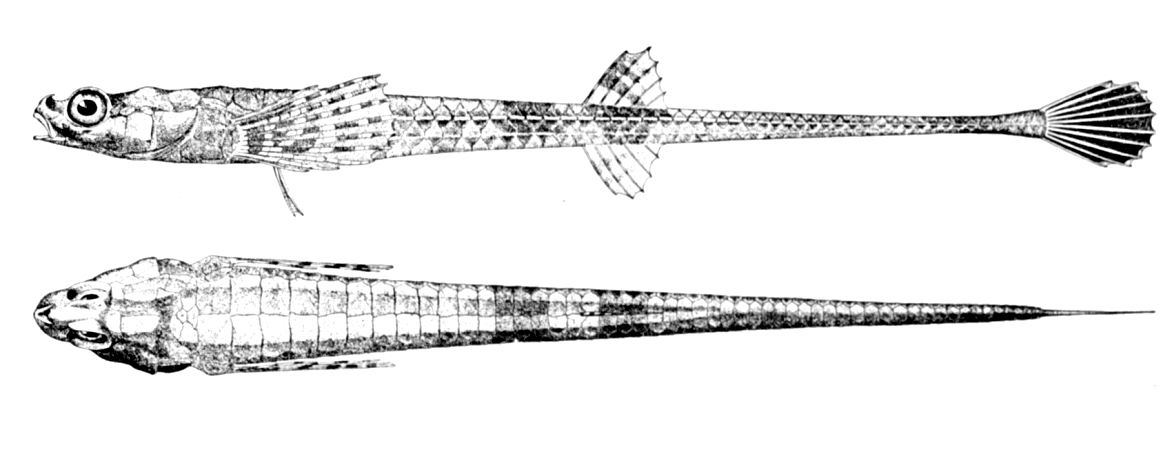